# Trunko
Ten artykuł dotyczy stworzenia, którego istnienia nie potwierdza współczesna zoologia.
Trunko – zwierzę rzekomo widziane w Margate, w Południowej Afryce 25 października 1924 roku, o czym doniósł artykuł pt. Ryba jak niedźwiedź polarny, opublikowany 2 grudnia 1924 roku w londyńskim dzienniku „Daily Mail”. Nazwa pochodzi od angielskiego słowa trunk, oznaczającego trąbę. Zwierzę miało być obserwowane z brzegu podczas walki z orkami, jaką rzekomo toczyło przez trzy godziny. Trunko miało używać swego ogona w celu wznoszenia się ponad powierzchnię wody na ponad 6 metrów, w celu zaatakowania waleni. Jeden ze świadków tych wydarzeń, Hugh Ballance, opisał stworzenie jako przypominające „niedźwiedzia polarnego gigantycznych rozmiarów”.

## Opis
Zwierzę miało następnie zostać wyrzucone na brzeg, ale pomimo tego, że pozostawało tam przez dziesięć dni, żaden naukowiec nie zbadał ciała. Nie zostało także wykonane żadne jego zdjęcie. Zachował się jedynie opis zwierzęcia, jako mającego śnieżnobiałe futro, trąbę przypominającą tą posiadaną przez słonia i ogon podobny do homarzego. Ciało miało obficie krwawić.
Stworzenie miało rzekomo ponad 14 metrów długości, 3 metry szerokości i ok. 1,5 metra wysokości. Trąba miała również ok. 1,5 metra długości, ogon 3 metry, a włosy w futrze były długie na ponad 30 centymetrów. Trąba miała wystawać bezpośrednio z tułowia zwierzęcia, nie była widoczna głowa. Z powodu tych niezwykłych cech, stworzenie zostało przezwane Trunko.
W artykule pt. Wieloryby zabite przez włochatego potwora, pochodzącym z Charleroi Mail (ukazującego się w amerykańskim mieście Charleroi w stanie Pensylwania) z 27 marca 1925 roku, opisana jest podobna historia. Różnica z tą opisaną w Daily Mail polega na tym, że Trunko miał być wyczerpany po walce i stracić przytomność, przez co wylądował na brzegu, jednak po dziesięciu dniach miał nabrać sił i powrócić do oceanu. 

## Wyjaśnienia
Pojawiło się wiele prób wyjaśnienia tej dziwnej opowieści. Najczęściej mówi się o tym, że Trunko był martwym dużym wielorybem, rekinem długoszparem lub rekinem wielorybim, którego ciało było w tak zaawansowanym stadium rozkładu, że przypominało jasne futro. Miało ono zwabić padlinożerne orki. Inne wyjaśnienia mówią o nieznanym gatunku lub też zwykłym oszustwie.

## Ciało z Zhejiang
23 lipca 2005 roku ciało stworzenia podobnego do Trunko zostało znalezione na brzegu morskim w chińskiej prowincji Zhejiang. Zgodnie z opisem świadków i zdjęciami przedstawiającymi ciało, zwierzę miało niemal 12 metrów długości i ważyło prawie 2 tony. Miało wydłużony pysk, przypominający trąbę i gęste owłosienie.